# Elsholtzia cyprianii
Elsholtzia cyprianii là một loài thực vật có hoa trong họ Hoa môi. Loài này được (Pavol.) C.Y.Wu & S.Chow mô tả khoa học đầu tiên năm 1974.